# حركة السير ثنائية الاتجاه

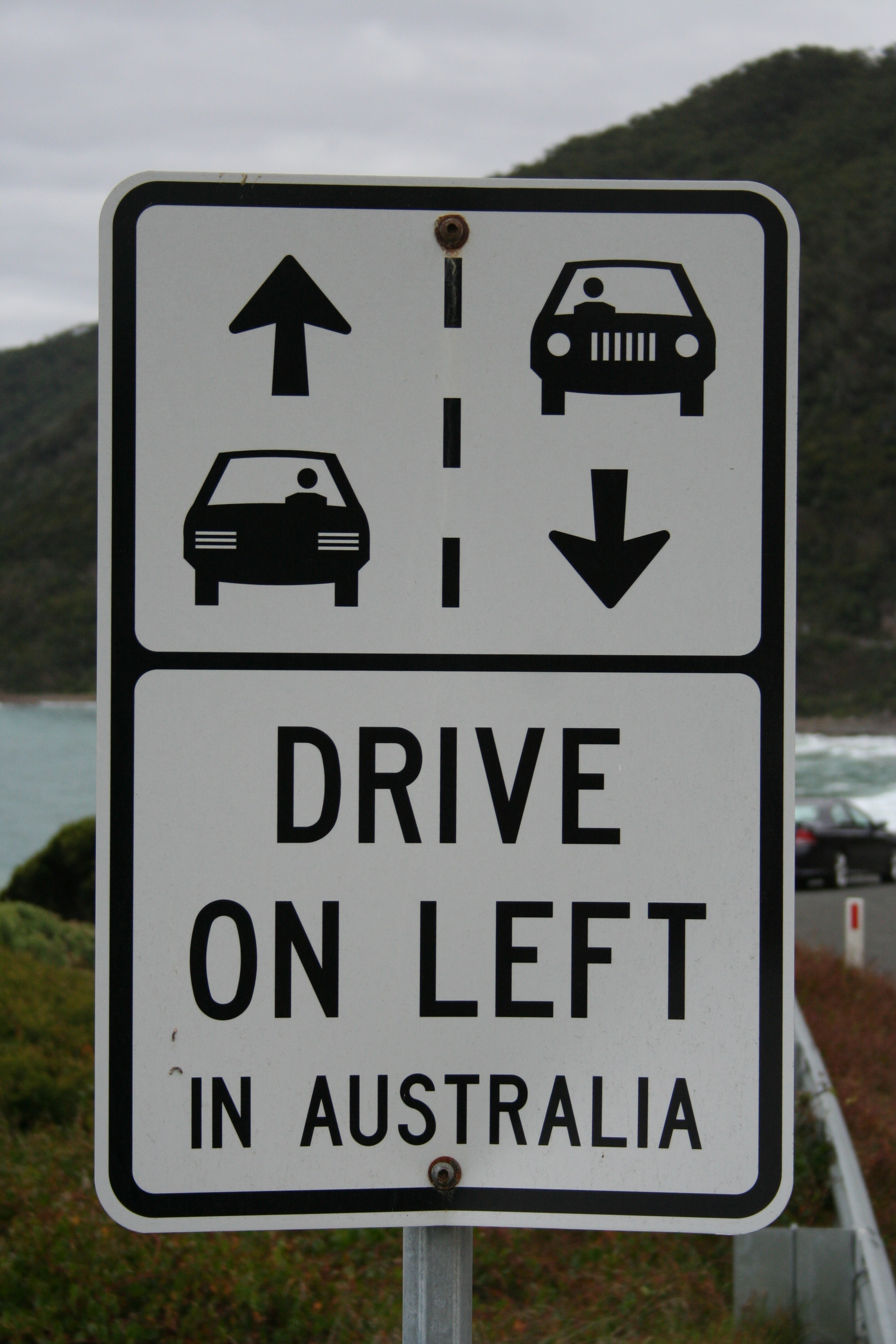
لافتة على طريق المحيط العظيم في فيكتوريا ، أستراليا كُتب عليها "القيادة على اليسار في أستراليا".

يقسم نظام المرور حركة السير ثنائية الاتجاه لسائقي السيارات إلى تيارين من الحركة التي تتدفق في اتجاهين متعاكسين، في البنية التحتية لوسائل النقل.
يمكن أن تؤثر حركة السير ثنائية الاتجاه بشكل ملحوظ على أنظمة التهوية في تصميم الأنفاق وبنائها.
اقترحت نماذج مجهرية لتدفق حركة السير لمرور السيارات ثنائية الاتجاه والمشاة والسكك الحديدية. وقد بُحث في هذا الموضوع للحصول على نظرة ثاقبة لنماذج حركة المرور البشرية. في النظرية المجهرية التي اقترحها لافال،  يتطابق التفاعل بين المركبات السريعة والبطيئة مع نموذج موجة نيل الحركية للحركة في الطرق الضيقة.
في العادة يجري فصل حركة المرور عن طريق الارتفاع، مع الرحلات المتجهة شرقاً على ارتفاعات فردية تبلغ ألف قدم، ورحلات متجهة غرباً على ارتفاعات تصل إلى ألف قدم (1000قدم×305متر). ما يزيد عن28000 قدم (8.5كم). يجري استخدام مستويات الرحلات الفردية فقط، مع370، و330، و290، وما إلى ذلك، للرحلات المتجهة شرقاً و390، و350، و301، إلخ، للرحلات المتجهة غرباً. يكون الدخول والخروج من المطارات دائمًا في اتجاه واحد، مع اختيار مدارج للسماح للطائرة بالإقلاع والهبوط في اتجاه الريح، لتقليل السرعة على الأرض.
حتى في حالة عدم وجود الرياح، عادةً ما يتم اختيار الرياح واتجاهها المفضل واستخدامهما من قبل الرحلات الجوية لتجنب الاصطدامات، وفي المطارات غير الخاضعة للرقابة، يمكن الحصول على معلومات المطار من أي موظف داخل المطار. تتبع حركة السير نمط سير معينًا في الدخول والخروج من المطار، تُذاع إعلانات الراديو لتكون حركة السير مدركة بالتحركات الأخرى داخل المطار حتى وإن لم يكن هناك أحد يستمع إلى الإذاعة، للتحكم بالحركة الجوية.
تكون حركة السير في معظم الطرق الحديثة ثنائية الاتجاه، بالرغم من أن حركة السير أحادية الاتجاه شائعة في المراكز الحضرية المزدحمة يعتقد أن تدفق حركة السير في اتجاهين متعاكسين تؤثر على معدل حوادث السير. في تحليل الاصطدامات الأمامية، والاصطدامات الخلفية، والاصطدامات متغيرة المسار بناءً على نموذج حركة السير ثنائي الاتجاه. استُنتج أن خطر الاصطدام عندما تكون كثافة المركبات في الطرق الصغيرة الطرق الأخرى مرتفع للغاية وأن المركبات الثقيلة تتسبب في انخفاض كبير في تدفق حركة السير على الطرق الضيقة وتزيد من احتمالية وقوع الحوادث.
بُنِيت معظم الخطوط ذات المسار المزدوج بسبب صعوبة عمليات البناء والتواصل في أوقات ما قبل التلغراف، في الأيام الأولى للسكك الحديدية في المملكة المتحدة.
إن حركة السير ثنائية الاتجاه هي الشكل الأكثر شيوعاً للتدفق الذي يلاحظ في الطرق، مع ذلك، فإن بعض ممرات المشاة الأكبر حجماً تكون حركة السير فيها متعددة الاتجاهات.

## قراءات أخرى
- "قضايا التصميم الإنشائي". سجل أبحاث النقل. المجلس القومي للبحوث، مجلس بحوث النقل. 2000." ISBN 978-0-309-06744-7. طرق سريعة ريفية ذات مسارين مع حركة سير ثنائية الاتجاه.
- مايكل س بيرنيك روبرت سيرفيرو (1996). قرى العبور في القرن الحادي والعشرين. ماكجرو هيل. ردمك 978-0-07-005475-2. تعمل الأقمار الصناعية الفرعية كمغناطيس مضاد لمركز ستولهوم، ما يؤدي إلى تدفقات فعالة للحركة ثنائية الاتجاه.
- «الاجتماع السنوي». خلاصة وافية للأوراق التقنية. معهد مهندسي النقل. 53. 1983. «أجرت مدراس بعض الدراسات الميدانية لتطوير العلاقة بين السرعة وحجم حركة السير على الطرق السير أحادية الاتجاه والمسارين ثنائية الاتجاه.»
- بيكل، جون؛ تي آر كيوسيل (1982). كتيب هندسة الأنفاق. جامعة كاليفورنيا: شركة فان نوستراند رينهولد. ص. 499. ردمك 978-0-442-28127-4. «ينتج عن هذا حركة سير ثنائية الاتجاه في نفق واحد».
- بيرنس، جون (1974). "تقرير فني عن الموظفين". توصية لنظام منطقة الشحن في شيكاغو لعام 1995. دراسة النقل بمنطقة شيكاغو. ساحة متوسطة المساحة تتعامل مع 350 شاحنة من حركة السير ثنائية الاتجاه كل يوم".